# دیو بیولی
دیو بیولی (انگلیسی: Dave Bewley; ۲۲ سپتامبر ۱۹۲۰ – ۶ مارس ۲۰۱۳) بازیکن فوتبال اهل بریتانیا بود.
از باشگاه‌هایی که در آن بازی کرده‌است می‌توان به باشگاه فوتبال واتفورد، باشگاه فوتبال ابسفلیت یونایتد، باشگاه فوتبال فولام، و باشگاه فوتبال ردینگ اشاره کرد.